# Gospodarski značaj logistike
Logistika se u posljednjih dvadesetak godina razvila i afirmirala više nego prethodnih stotinjak godina. S obzirom na to, postaje važni čimbenik u gospodarstvu jedne države. Udio vrijednosti logističkih usluga u BDP-u visokorazvijenih država (npr. Njemačke, Francuske, SAD-a, Japana) se u posljednjih dvadesetak godina povećao za oko 10 - 50 %.
Stupanj intenziteta razvoja logistike je različiti unutar pojedinih gospodarskih sektora. Sukladno tome, najjači intenzitet se doživljava u tercijarnom sektoru.
| Sektor     | Prije (1980.) | Sada (2000.)    |
| Primarni   | 10 %          | 25 % (< 10 %)*  |
| Sekundarni | 10 %          | 30 % (< 10 %)*  |
| Tercijarni | 20 %          | 50 % (10-20 %)* |
| Kvartarni  | 15 %          | 30 % (10-20 %)* |
| Kvintarni  | 15 %          | 30 % (< 15 %)*  |

Napomena :
* u zagradi su brojevi koji se odnose na tranzicijske zemlje.

## Gospodarski značaj na razini poduzeća
Značaj logistike je u tome što su poduzeća uvjerila da se primjenom logističkih načela i metoda mogu uvelike smanjiti troškovi, a što u konačnici za njih znači povećanje profita. Poslovna logistika ima poseban značaj jer značajan dio vremena i troškova procesa reprodukcije otpada na logističke aktivnosti.
- Prema istraživanjima koja su vršena u Zapadnoj Europi udio logističkih troškova u ukupnim troškovima poslovanja u prosjeku iznosi 10 - 25 %.
- Važnost logistike potvrđuju i rezultati istraživanja objavljenoj u Velikoj Britaniji prema kojoj je 1980. godine potrošeno 39 % BDP-a na logističke aktivnosti.

## Konkurentska prednost i "3K"
Izvori konkurentnosti mogu se sagledati kroz tri (3) aspekta :
- troškovna prednost
- vrijednosna prednost
- kombinacija troškovne i vrijednosne prednosti

## Strateški izazov logistike
Pronaći strategiju kojom će se posao držati podalje od tržišta supstituta i osigurati poziciju temeljenu na vrijednosnoj i troškovnoj prednosti.
Postizanje konkurentske prednosti pomoću logistike :
1. vrijednosna prednost
  - usluge po mjeri kupca
  - strategija kanala distribucije
  - odnosi s kupcima
2. troškovna vrijednost
  - iskorištenost kapaciteta
  - koeficijent obrtaja
  - integracija

## Logistički činitelji i uspješnost poduzeća
Na uspješnost poduzeća djeluju mnogi logistički čimbenici i na neke od njih (unutarnje) poduzeće može djelovati, a na neke (vanjske) ne može.

### Unutarnji logistički čimbenici
- logistički strategijski ciljevi
- logistička tehnologija
- logistički ljudski potencijali
- logistički informacijsko - komunikacijski sustav
- logistička organizacijska kultura

### Vanjski logistički čimbenici
- gospodarski logistički čimbenici
- znanstveno - tehnološki logistički čimbenici
- sociokulturni logistički čimbenici
- institucionalni uvjeti okruženja